# Fabio Delizzos
Fabio Delizzos (Torino, 25 febbraio 1969) è uno scrittore italiano. È noto principalmente per i suoi thriller storici, e i suoi romanzi sono stati tradotti in diverse lingue.

## Biografia
Delizzos è nato a Torino da madre pugliese e padre sardo, e lì ha vissuto fino all'età di 9 anni, quando si è trasferito in Sardegna, a Luras, il paese di origine del padre. Ha conseguito la maturità scientifica nel liceo di Tempio Pausania e si è laureato a pieni voti in Filosofia presso l'Università degli Studi di Cagliari. Dal 2002 vive a Roma.

## Opere

### Romanzi
- La setta degli alchimisti. Il segreto dell'immortalità, Newton Compton Editori, 2010, ISBN 978-88-541-1763-1[1]
- La cattedrale dell'Anticristo, Newton Compton Editori, 2011, ISBN 978-88-541-7717-8[2]
- La loggia nera dei Veggenti, Newton Compton Editori, 2013, ISBN 978-88-541-4748-5[3]
- La stanza segreta del Papa, Newton Compton Editori, 2013, ISBN 978-88-227-0037-7[4]
- Il libro segreto del Graal, Newton Compton Editori, 2015, ISBN 978-88-227-0025-4.
- Trilogia di Raphael Dardo
  1. Il collezionista di quadri perduti, Newton Compton Editori, 2017, ISBN 978-88-227-1747-4.[5]
  2. Il cacciatore di libri proibiti, Newton Compton Editori, 2017, ISBN 978-88-227-2022-1.[6]
  3. La cattedrale dei vangeli perduti, Newton Compton Editori, 2018, ISBN 978-88-227-2215-7.[7]
- Il quadro segreto di Leonardo, Newton Compton Editori, 2019, ISBN 978-88-227-3384-9.
- La profezia perduta del faraone nero, Newton Compton Editori, 2020, ISBN 978-88-227-4644-3.
- L'inganno Machiavelli, Newton Compton Editori, 2021, ISBN 978-88-227-5805-7.
- La biblioteca segreta di Einstein, Newton Compton Editori, 2022, ISBN 978-88-227-7184-1.
- La setta dei libri maledetti, Newton Compton Editori, 2024, ISBN 978-88-227-9018-7.

### Racconti
- Antichristmas (parte di Giallo Natale), Newton Compton Editori, 2013.
- Il labirinto del male (parte di Delitti di Capodanno), Newton Compton Editori, 2014.
- Il paradosso dei cadaveri identici (parte di Sette delitti sotto la neve), Newton Compton Editori, 2015.
- I morti che ridono (parte di Giallo Sardo), Piemme, 2020.